# Gabriel Isik
Gabriel Isik (Wiesbaden, 6 giugno 1999) è un calciatore tedesco, difensore del Nieciecza.

## Carriera
Cresciuto nei settori giovanili di Wehen Wiesbaden e Winterthur, trascorre cinque stagioni con la prima squadra del club rosso-bianco, ottenendo in totale 127 presenze. Il 12 maggio 2022 viene tesserato a parametro zero dal Vaduz, con cui firma un biennale.

## Statistiche

### Presenze e reti nei club
Statistiche aggiornate al 28 ottobre 2022.
| Stagione          | Squadra           | Campionato        | Campionato | Campionato | Coppe nazionali | Coppe nazionali | Coppe nazionali | Coppe continentali | Coppe continentali | Coppe continentali | Altre coppe | Altre coppe | Altre coppe | Totale | Totale | Totale |
| Stagione          | Squadra           | Comp              | Pres       | Reti       | Comp            | Pres            | Reti            | Comp               | Pres               | Reti               | Comp        | Pres        | Reti        | Pres   | Reti   |        |
| ----------------- | ----------------- | ----------------- | ---------- | ---------- | --------------- | --------------- | --------------- | ------------------ | ------------------ | ------------------ | ----------- | ----------- | ----------- | ------ | ------ | ------ |
| 2017-2018         | Winterthur        | CL                | 10         | 0          | CS              | 0               | 0               | -                  | -                  | -                  | -           | -           | -           | 10     | 0      |        |
| 2018-2019         | Winterthur        | CL                | 30         | 3          | CS              | 3               | 0               | -                  | -                  | -                  | -           | -           | -           | 33     | 3      |        |
| 2019-2020         | Winterthur        | CL                | 26         | 1          | CS              | 5               | 0               | -                  | -                  | -                  | -           | -           | -           | 31     | 1      |        |
| 2020-2021         | Winterthur        | CL                | 27         | 1          | CS              | 2               | 0               | -                  | -                  | -                  | -           | -           | -           | 29     | 1      |        |
| 2021-2022         | Winterthur        | CL                | 23         | 1          | CS              | 1               | 1               | -                  | -                  | -                  | -           | -           | -           | 24     | 2      |        |
| Totale Winterthur | Totale Winterthur | Totale Winterthur | 116        | 6          |                 | 11              | 1               |                    | -                  | -                  |             | -           | -           | 127    | 7      |        |
| 2022-2023         | Vaduz             | CL                | 11         | 0          | CL              | 0               | 0               | UECL               | 10                 | 0                  | -           | -           | -           | 21     | 0      |        |
| Totale carriera   | Totale carriera   | Totale carriera   | 127        | 6          |                 | 11              | 1               |                    | 10                 | 0                  |             | -           | -           | 148    | 7      |        |

## Palmarès

### Club

#### Competizioni nazionali
- Challenge League: 1

Winterthur: 2021-2022
- Coppa del Liechtenstein: 2

Vaduz: 2022-2023, 2023-2024